# Чичерино (Ростовская область)
Чиче́рино — посёлок в Красносулинском районе Ростовской области.
Входит в состав Комиссаровского сельского поселения.

## Население
| 2010 |
| ---- |
| 854  |

## Улицы
| - ул. Кирова, - ул. Ленина, - ул. Максима Горького, | - ул. Пушкина, - ул. Рабочая, - ул. Садовая, | - ул. Сестер Сурниных, - ул. Советская, - ул. Чичерина. |